# Рајхсхоф
Рајхсхоф (њем. Reichshof) општина је у њемачкој савезној држави Северна Рајна-Вестфалија. Једно је од 13 општинских средишта округа Обербергиш. Према процјени из 2010. у општини је живјело 19.840 становника. Посједује регионалну шифру (AGS) 5374040, NUTS (DEA2A) и LOCODE (DE ROF) код.

## Географски и демографски подаци
Рајхсхоф се налази у савезној држави Северна Рајна-Вестфалија у округу Обербергиш. Општина се налази на надморској висини од 342–289 метара. Површина општине износи 114,7 km². У самом мјесту је, према процјени из 2010. године, живјело 19.840 становника. Просјечна густина становништва износи 173 становника/km².

## Међународна сарадња
| Мјесто | Држава    | Врста сарадње | Од    |
| ------ | --------- | ------------- | ----- |
| Роден  | Холандија | партнерство   | 1987. |
| Извор  |           |               |       |